# 包丁とマンジュウ
「包丁とマンジュウ」（ほうちょうとまんじゅう）は、日本の ロックバンドであるスターリンの1枚目のシングル。1989年2月25日に アルファレコードから発売された。

## 解説
- アルバム『JOY』（1989年）と同時発売されたシングル。
- 1985年に解散したザ・スターリンだが、その後ボーカルの遠藤ミチロウは様々なソロプロジェクトやビデオ・スターリンなどのバンドで活動しており、1989年に新たなメンバーで再びスターリンを結成、上記アルバムとこのシングルで復活を遂げた。ただし、「ザ・スターリン」ではなく「ザ」のつかない「スターリン」というバンド名での再開となった。
- 曲タイトルは男性器と女性器の隠喩となっており、一部地方では「マンジュウ」という言葉が女性器そのものを指すため、放送禁止となった。
- B面曲の「ASK THE ANGELS」は、1976年にシングルとしてリリースされた、パティ・スミス・グループの曲のカバー。『JOY』には収録されていない。

## リリース履歴
| No. | 日付          | レーベル         | 規格          | 規格品番                   | 最高順位 | 備考 |
| --- | ------------- | ---------------- | ------------- | -------------------------- | -------- | ---- |
| 1   | 1989年2月25日 | アルファレコード | EP・8センチCD | ALFA-142 (EP)・10A3-6 (CD) | -        |      |

## 収録曲
1. 「包丁とマンジュウ」
  - 作詞・作曲：遠藤みちろう
2. 「ASK THE ANGELS」
  - 作詞・作曲：パティ・スミス、アイヴァン・クラール／日本語詞：遠藤みちろう

## 参加ミュージシャン
- 遠藤ミチロウ - ボーカル
- 三原重夫 - ドラムス
- 山盛愛彦 - ギター
- 西村雄介 - ベース

## 収録アルバム
- 「包丁とマンジュウ」
  - 『JOY』（1989年）
  - 『飢餓々々帰郷』（2007年）
- 「ASK THE ANGELS」
  - 『飢餓々々帰郷』（2007年）

## カバー作品
- 大槻ケンヂと電車 - 『365:A TRIBUTE TO THE STALIN』（2001年）